# Казинка (Шпаковский район)
Кази́нка — село в Шпаковском районе (муниципальном округе) Ставропольского края России.

## Этимология
По версии ставропольского краеведа В. Г. Гниловского, название села Казинка в Шпаковском районе может иметь то же происхождение, что и название одноимённого села в Андроповском районе, связанное с большим количеством коз, водившихся там в прежнее время.
Другие варианты наименования: Казинское, Дубово-Казинка.

## География
Расстояние до краевого центра: 34 км. Расстояние до районного центра: 22 км.

## История
Датой основания села Казинского (Казинки) в источниках указываются 1844, 1868 и 1874 годы. Кроме того, в документах Государственного архива Ставропольского края имеются сведения об отмежевании в 1841 году земли для хутора Казинского и установлении границ с землями села Пелагиада.
В 1918 году на Ставрополье начался процесс коллективизации, не получивший достаточного развития из-за гражданской войны. После окончательного установления советской власти в регионе стали создаваться коммуны и артели, организуемые бывшими красноармейцами. В 1920 году в селе Казинка были образованы коммуны «Красное Знамя» и «Пролетарское Знамя». В 1922 году создана артель «Новый Свет».
С образованием в 1924 году Северо-Кавказского края село Казинское было определено административным центром Казинского сельсовета Московского района Ставропольского округа:282—283.
Согласно «Списку населённых мест Северо-Кавказского края» на 1925 год, село состояло из 479 дворов, в которых проживало 2772 человека (1320 мужчин и 1452 женщины). В Казинском находились 3 партийные организации, начальная школа, библиотека и 7 небольших промышленных предприятий (в том числе 5 кузниц и мельница):282—283. По данным переписи 1926 года по Северо-Кавказскому краю, в селе числилось 550 хозяйств и 2989 жителей (1405 мужчин и 1584 женщины), включая 2052 русских, 634 украинца и 294 белоруса:268.
До 16 марта 2020 года административный центр упразднённого Казинского сельсовета.

## Население
| 1897  | 1903  | 1908  | 1920  | 1925  | 1926  | 1989  |
| ----- | ----- | ----- | ----- | ----- | ----- | ----- |
| 1730  | ↗2036 | ↗2390 | ↗3171 | ↘2772 | ↗2989 | ↘1903 |
| 2002  | 2010  | 2013  | 2014  | 2021  |       |       |
| ↗2165 | ↗2173 | ↗2174 | ↗2200 | ↘2089 |       |       |

По данным переписи 2002 года, 93 % населения — русские.

## Инфраструктура
- Сельский культурный комплекс[23]

## Образование
- Детский сад № 10[24]
- Средняя общеобразовательная школа № 15[25]
- Детский оздоровительно-образовательный (профильный) центр «Солнечный»[26]. Открыта 5 октября	1966 года[27]

## Религия
- Храм Покрова Пресвятой Богородицы[28]

## Памятники
- Братская могила красных партизан, погибших за власть советов. 1918—1920, 1922 годы[29]
- Памятник красным партизанам, погибшим за власть советов. 1918—1920, 1947 годы[30]
- Памятник юному партизану, замученному фашистами. 1942, 1947 года[31]
- Памятник герою гражданской войны В. И. Чапаеву. 1969 год[32]
- Мемориальный комплекс. 1979 год[33]

## Кладбища
В Казинском и его окрестностях находятся 4 общественных открытых кладбища:
- Участок в черте села, в 1,2 км северо-восточнее здания Казинского сельсовета. Площадь 24 900 м².
- Участок за чертой села, в 7 км юго-западнее здания сельсовета. Площадь 2420 м².
- Участок за чертой села, в 8,3 км западнее здания сельсовета. Площадь 2392,5 м².
- Участок за чертой села, в 10,2 км северо-западнее здания сельсовета. Площадь 2025 м².